# Amala Paul
Pour les articles homonymes, voir Paul.
Amala Paul, née le 26 octobre 1991 à Cochin (Inde), est une actrice et productrice indienne qui apparaît principalement dans des films tamouls, malayalam et télougou.

## Biographie
Amala Paul naît le 26 octobre 1991 à Ernakulam, au Kerala,, de Paul Varghese (mort en 2017) et d'Annice Paul. Elle appartient à une famille chrétienne syrienne catholique syro-malabare,. Son frère Abijith Paul est également apparu dans des films après l'entrée d'Amala dans l'industrie cinématographique. Après avoir terminé ses études à l'école secondaire supérieure Nirmala d'Aluva,, elle priend un congé sabbatique pour commencer une carrière dans le cinéma, et rejoint ensuite le St. Teresa's College à Cochin (Kochi), afin de poursuivre une licence en anglais,.
Amala Paul commence sa carrière d'actrice avec un rôle secondaire mineur dans le film malayalam Neelathamara (2009), puis reçoit le rôle principal d'actrice dans le film tamoul Mynaa (2010),.
L'année 2024 voit l'une des sorties les plus importantes et les plus rentables d'Amala Paul avec le film acclamé par la critique The Goat Life (Aadujeevitham). Avec Prithviraj en vedette, le film sort après seize ans de développement et de travail et s'avère être l'un des films malayalam les plus rentables de tous les temps, collectant plus de 150 crores et devenant également l'un des films indiens les plus rentables de 2024. Sa performance est très appréciée tant part les principaux critiques que par le public.

## Filmographie partielle
| Année | Titre                                         | Rôle                       | Langue             | Notes                               | Ref.   |
| ----- | --------------------------------------------- | -------------------------- | ------------------ | ----------------------------------- | ------ |
| 2009  | Neelathamara                                  | Beena                      | Malayalam          |                                     |        |
| 2010  | Veerasekaran                                  | Sugandhi                   | Tamoul             |                                     |        |
| 2010  | Sindhu Samaveli                               | Sundari                    | Tamoul             | Créditée comme Anakha               |        |
| 2010  | Mynaa                                         | Mynaa                      | Tamoul             |                                     |        |
| 2011  | Ithu Nammude Katha                            | Aishwarya                  | Malayalam          |                                     |        |
| 2011  | Vikadakavi                                    | Kavitha                    | Tamoul             |                                     |        |
| 2011  | Deiva Thirumagal                              | Shwetha Rajendran          | Tamoul             |                                     |        |
| 2011  | Bejawada                                      | Geetanjali                 | Télougou           |                                     |        |
| 2012  | Vettai                                        | Jayanthi                   | Tamoul             |                                     |        |
| 2012  | Kadhalil Sodhappuvadhu Yeppadi / Love Failure | Parvathi                   | Tamoul et télougou | Film bilingue en tamoul et télougou |        |
| 2012  | Muppozhudhum Un Karpanaigal                   | Charulatha (Charu / Latha) | Tamoul             |                                     |        |
| 2012  | Akasathinte Niram                             | Jeune dame                 | Malayalam          |                                     |        |
| 2012  | Run Baby Run                                  | Renuka                     | Malayalam          |                                     |        |
| 2013  | Naayak                                        | Nandini                    | Télougou           |                                     |        |
| 2013  | Iddarammayilatho                              | Komali Sankarabharanam     | Télougou           |                                     |        |
| 2013  | Thalaivaa                                     | ACP Meera Narayanan        | Tamoul             |                                     |        |
| 2013  | Oru Indian Pranayakadha                       | Irene Gardner              | Malayalam          |                                     |        |
| 2014  | Nimirndhu Nil                                 | Poomari                    | Tamoul             |                                     |        |
| 2014  | Velaiilla Pattadhari                          | Dr Shalini                 | Tamoul             |                                     |        |
| 2014  | Kathai Thiraikathai Vasanam Iyakkam           | elle-même                  | Tamoul             | Participation spéciale              |        |
| 2014  | Iyobinte Pusthakam                            | Danseuse                   | Malayalam          | Apparition en caméo                 |        |
| 2015  | Mili                                          | Milli                      | Malayalam          |                                     |        |
| 2015  | Janda Pai Kapiraju                            | Indumathi                  | Télougou           |                                     |        |
| 2015  | Lailaa O Lailaa                               | Anjali Menon (Lailaa)      | Malayalam          |                                     |        |
| 2015  | Pasanga 2                                     | Venba Thamizh Nadan        | Tamoul             |                                     |        |
| 2016  | 2 Penkuttikal                                 | Aswathy                    | Malayalam          |                                     |        |
| 2016  | Amma Kanakku                                  | Shanti Gopal               | Tamoul             |                                     | ,      |
| 2016  | Shajahanum Pareekuttiyum                      | Jia                        | Malayalam          |                                     |        |
| 2017  | Hebbuli                                       | Nandhini                   | Kannada            |                                     | [ 15 ] |
| 2017  | Achayans                                      | Rita                       | Malayalam          |                                     |        |
| 2017  | Velaiilla Pattadhari 2                        | Dr Shalini Raghuvaran      | Tamoul             |                                     |        |
| 2017  | Thiruttu Payale 2                             | Agalya Selvam              | Tamoul             |                                     |        |
| 2018  | Bhaskar Oru Rascal                            | Anu                        | Tamoul             |                                     |        |
| 2018  | Ratsasan                                      | Vijaya "Viji" Lakshmi      | Tamoul             |                                     |        |
| 2019  | Aadai                                         | Kamini / Sudhanthira Kodi  | Tamoul             |                                     |        |
| 2021  | Kutty Story                                   | Mrinalini                  | Tamoul             | Segment : "Edhirpaara Mutham"       | [ 16 ] |
| 2021  | Histoires équivoques (Pitta Kathalu)          | Meera                      | Télougou           | Segment : "Meera"                   | ,      |
| 2022  | Cadaver                                       | Dr Badhra Thangavel        | Tamoul             | Également productrice               | ,      |
| 2022  | The Teacher                                   | Devika                     | Malayalam          |                                     | [ 21 ] |
| 2023  | Christopher                                   | Sulekha                    | Malayalam          |                                     | [ 22 ] |
| 2023  | Bholaa                                        | Dr Swara                   | Hindi              | Apparition en caméo                 | [ 23 ] |
| 2024  | The Goat Life (Aadujeevitham)                 | Sainu                      | Malayalam          |                                     | [ 24 ] |
| 2024  | Level Cross                                   | Chaitali                   | Malayalam          |                                     | [ 25 ] |
| 2024  | Dvija                                         | À venir                    | Malayalam          | Filming                             | [ 26 ] |

## Récompenses et distinctions
Filmfare Awards South
Lauréate
- 2016 : prix de la critique de la Meilleure actrice pour Mili

Nominations
- 2011 : prix de la Meilleure actrice pour Mynaa
- 2012 : prix de la Meilleure actrice de soutien pour Deiva Thirumagal
- 2013 : prix de la Meilleure actrice pour Kadhalil Sodhappuvadhu Yeppadi
- 2015 : prix de la Meilleure actrice pour Velai Illa Pattathari
- 2018 : prix de la Meilleure actrice pour Thiruttu Payale 2

South Indian International Movie Awards
Lauréate
- 2012 : Étoile montante féminine (Rising Star) du cinéma sud-indien
- 2013 : prix de la Meilleure actrice dans un rôle principal pour Run Baby Run (en)
- 2014 : prix de la Meilleure actrice dans un rôle principal pour Oru Indian Pranayakatha
- 2014 : prix du couple de l'année (partagé avec A.L. Vijay)
- 2015 : prix de la critique de la Meilleure actrice pour Velai Illa Pattathari

Nominations
- 2012 : prix de la Meilleure actrice débutante pour Bejawada
- 2013 : prix de la Meilleure actrice dans un rôle principal pour Kadhalil Sodhappuvadhu Yeppadi
- 2015 : prix de la Meilleure actrice dans un rôle principal pour Velai Illa Pattathari
- 2017 : prix de la Meilleure actrice dans un rôle principal pour Amma Kanakku
- 2020 : prix de la Meilleure actrice dans un rôle principal pour Aadai